# 达香蒲
达香蒲（学名：Typha davidiana）是香蒲科香蒲属的植物。分布于亚洲以及中国大陆的江苏、内蒙古、浙江、新疆等地，生长于海拔30米至3,000米的地区，多生于湖边、山谷积水洼地、流水中浅水边、水边、静水中、水边湿地、湿沙地、季节性湿润地、河湾浅水处及沼泽地，目前尚未由人工引种栽培。

## 别名
蒙古香蒲

## 异名
- Typha laxmannii Lepech. var. davidiana (Kronf.) C. F. Fang